# Bill Schuette

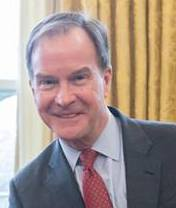
Bill Schuette (2017)

William Duncan „Bill“ Schuette (* 13. Oktober 1953 in Midland, Michigan) ist ein US-amerikanischer Politiker. Zwischen 1985 und 1991 vertrat er den Bundesstaat Michigan im US-Repräsentantenhaus. Seit 2011 ist er Attorney General dieses Bundesstaates und 2018 republikanischer Bewerber für das Amt des Gouverneurs.

## Werdegang
Bill Schuette besuchte bis 1972 die Herbert Henry Dow High School in Midland und studierte danach bis 1976 an der Georgetown University in Washington, D.C. Nach einem anschließenden Jurastudium an der University of San Francisco und seiner im Jahr 1979 erfolgten Zulassung als Rechtsanwalt begann er in seinem neuen Beruf zu arbeiten. Politisch schloss sich Schuette der Republikanischen Partei an. In den Jahren 1972, 1974 und 1982 war er Delegierter auf deren regionalen Parteitagen in Michigan.
Bei den Kongresswahlen des Jahres 1984 wurde er im zehnten Wahlbezirk von Michigan in das US-Repräsentantenhaus in Washington gewählt, wo er am 3. Januar 1985 die Nachfolge des Demokraten Donald J. Albosta antrat. Nach zwei Wiederwahlen konnte er bis zum 3. Januar 1991 drei Legislaturperioden im Kongress absolvieren. Dort war er zeitweise Mitglied im Haushaltsausschuss, im Landwirtschaftsausschuss und im Select Committee on Aging.
Im Jahr 1990 verzichtete er auf eine erneute Kandidatur. Stattdessen bewarb er sich erfolglos um einen Sitz im US-Senat. Danach war er in den Jahren 1991 bis 1993 Landwirtschaftsminister des Staates Michigan. Von 1995 bis 2003 saß Schuette im Senat von Michigan. Anschließend amtierte er zwischen 2003 und 2009 als Richter am Berufungsgericht dieses Staates. Im Jahr 2010 wurde er als Nachfolger von Mike Cox zum Attorney General von Michigan gewählt. Dieses Amt trat er am 1. Januar 2011 an. Im Jahr 2014 wurde er für eine zweite vierjährige Amtsperiode bestätigt.
2017 kündigte er seine Kandidatur für das Amt des Gouverneurs an, nachdem sein Parteikollege Rick Snyder nach zwei Amtszeiten nicht erneut hatte antreten dürfen. Seine Fürsprache zur Politik von US-Präsident Donald Trump brachte ihm dessen Unterstützung im Wahlkampf ein. Im August 2018 setzte sich Schuette dann bei der republikanischen Vorwahl unter anderen gegen den amtierenden Vizegouverneur Brian Calley durch und wurde zum Kandidaten seiner Partei nominiert. Bei der eigentlichen Gouverneurswahl am 6. November 2018 traf er dann auf die Demokratin Gretchen Whitmer, der er unterlag.